# Referèndum eslovac de 1997
Els dies 23 i 24 de maig de 1997 es va celebrar un referèndum a Eslovàquia. A l'electorat eslovac se'ls van plantejar quatre preguntes diferents relacionades amb l'ingrés del país en l'OTAN, les armes nuclears i bases militars estrangeres i l'elecció directa del president.
L'oposició va instar els seus partidaris a boicotejar el referèndum, la qual cosa va tenir èxit, ja que només va acudir el 9,5% de la població.